# Захоплення форту Тікондерога (1775)
Захоплення форту Тікондерога — військова акція початку війни за незалежність США. Хоча масштаби цього епізоду війни за незалежність був відносно невеликим, він мав важливе стратегічне значення.

## Захоплення форту

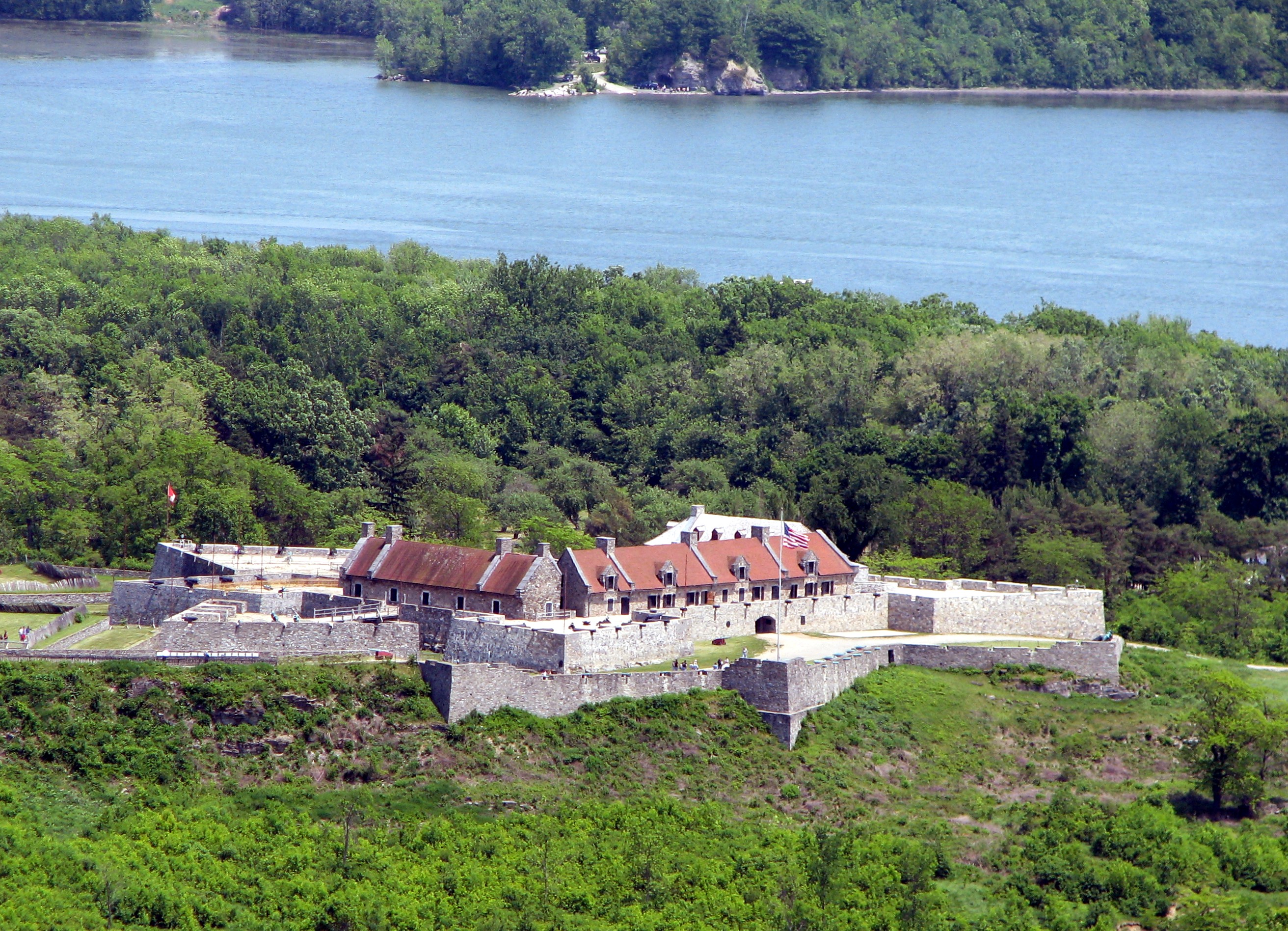
Форт Тікондерога, 2009

10 травня 1775 року, загін американських колоністів, на чолі з Ітаном Алленом та Бенедиктом Арнольдом, підійшли до озера Шамплейн. Раптово напавши вони захопили сплячими невеликий британський гарнізон форту Тікондерога. Захоплені в форті гармати пізніше були використані для зміцнення фортифікацій укріплень Дорчестерських висот, а також зіграли вирішальну роль у закінченні облоги Бостона.

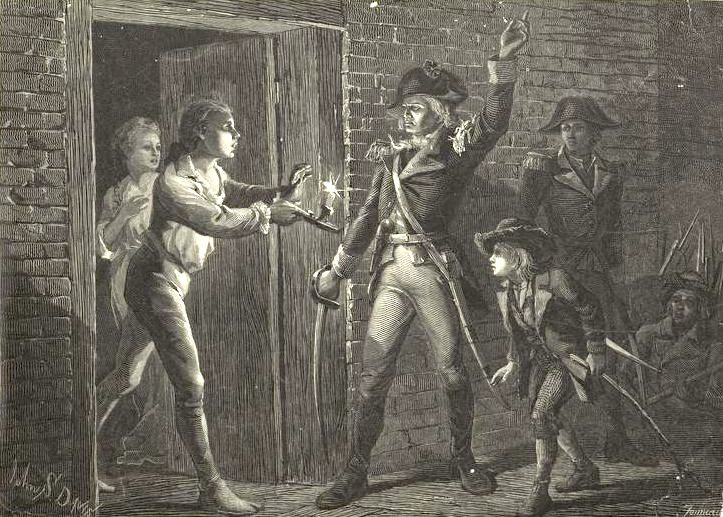

Після захоплення Тікондерога, повстанці захопили 11 травня сусідній форт Краун-Пойнт. Сім днів по тому, Бенедикт Арнольд та 50 колоністів увірвалися у форт Сен-Жан на річці Рішельє в південній провінції Квебек та захопивши військову амуніцію, гармати, і великий військовий корабель на озері Шамплейн.